# Éric Fourniols
Pas d'image ? Cliquez ici

a Compétitions nationales et continentales officielles uniquement.

Dernière mise à jour le 23 avril 2025.
Éric Fourniols, né le 27 août 1962 à Montauban (Tarn-et-Garonne), est un joueur français de rugby à XV et réalisateur de cinéma ayant évolué au poste de trois-quarts aile à l'US Montauban puis au RC Toulon.

## Biographie

### Carrière de joueur
Natif de Montauban, le 27 août 1962, il est formé à l'US Montauban. Il y joue de l'école de rugby jusqu'à l'équipe première du club.
Le 10 mai 1986, il est invité avec les Barbarians français pour jouer contre l'Écosse à Agen. Il inscrit deux essais et les Baa-Baas l'emportent 32 à 19.
En 1986, il quitte l'US Montauban pour le RC Toulon.
En 1987, il remporte le Championnat de France en dominant le Racing Club de France en finale 15 à 12. Il termine la même année meilleur marqueur du championnat avec 15 essais.
En 1989, il revient en finale du championnat mais le RC Toulon est battu par le Stade toulousain 18 à 12.

### Reconversion
À partir de 1992, il devient assistant réalisateur au cinéma et participe à plusieurs films (notamment Sup de fric, XXL, Le Pari ou Les chiens ne font pas des chats).
Il débute comme réalisateur de cinéma en tournant en 2001 son long-métrage Voyance et Manigance.
En 2023, il coscénarise Pour l'honneur, film de Philippe Guillard, qui est également un ancien joueur de rugby à XV, qu'il a notamment affronté lors de la finale victorieuse de 1987 au Parc des Princes.

## Palmarès
- Vainqueur du Championnat de France en 1987 avec le RC Toulon.
- Finaliste du Championnat de France en 1989 avec le RC Toulon.

## Filmographie

### Réalisateur
- 2001 : Voyance et Manigance

### Coscénariste
- 2001 : Voyance et Manigance
- 2023 : Pour l'honneur

### Assistant réalisateur
- 1992 : Sup de fric
- 1997 : XXL
- 1997 : Le Pari
- 1996 : Les chiens ne font pas des chats